# Микрофазное разделение
Микрофазное разделение (также микрофазное расслоение) (англ. microphase separation) — самопроизвольное формирование в растворе или расплаве привитых блок-сополимеров микро- и наноразмерных областей (доменов) с преимущественным содержанием сегментов (фрагментов) только одного типа.

## Описание
Макромолекулы блок-сополимеров и молекулы поверхностно-активных веществ содержат в своем составе сегменты (блоки) различной химической природы. Для смесей гомополимеров даже одного гомологического ряда незначительная несовместимость компонентов может приводить к фазовому расслоению раствора или расплава. Наличие химической связи между участками молекул различной химической природы в блок-сополимерах и поверхностно-активных веществах препятствует возникновению такого макроскопического фазового расслоения, вместо которого в растворе и расплаве этих соединений под действием сил межмолекулярного взаимодействия возникает так называемое микрофазное разделение — пространственное разделение на области, содержащие, преимущественно, определенный тип функциональных групп. Размеры этих микрообластей сравнимы с размерами самих макромолекул.
Результатом микрофазового разделения являются мицеллярные или иные типы организованных структур. Например, в расплаве диблок-сополимера, макромолекулы которого состоят из двух соединенных полимерных цепей (условно — типов A и B), при микрофазовом расслоении могут образовываться упорядоченно расположенные ламели (слои), цилиндры или сферические области; возможно также образование двусвязных структур. Образование блок-сополимерами упорядоченных структур с периодом порядка длины световой волны (фотонных кристаллов) представляет интерес для использования в различных оптических устройствах.